# Герб Мазановского района
Герб  Мазановского района Амурской области — официальный символ района.
Герб утверждён Решением № 307-p районного Совета народных депутатов Мазановского района 27 декабря 2005 года.
Герб внесён в Государственный геральдический регистр Российской Федерации под номером 2160.

## Описание герба
«В серебряном поле две отвлечённые зелёные ели над червлёной волнистой оконечностью, обременённой тремя золотыми безантами и отвлечённо завершённой лазурью».

## Описание символики
Герб языком символов и аллегорий подчёркивает главное достояние района — богатую и разнообразную природу.
Район изобилен полезными ископаемыми, среди которых особое место занимают Гарьское месторождение железных руд и Октябрьский золотоносный район, аллегорически отражённые в гербе геральдическими фигурами — золотыми безантами (дисками), созвучными золотом монетам — символу благосостояния и процветания.
Червлёный (красный) цвет — символ труда, силы, мужества, красоты; в гербе района подчёркивает лучшие качества местных жителей, осваивающих территорию района в сложных природных условиях.
Разнообразен растительный и животный мир района. Здесь обитают многочисленные, в том числе и редкие, виды птиц, рыб и животных; представлены все виды растительности от мохово-лишайниковой до древесной. На территории Мазановского района располагаются несколько заказников и природоохраняемых ландшафтов, созданных с целью сохранения и воспроизводства различных видов животных, птиц, а также среды их обитания. Богатство природы отражено в гербе изображением елей. Ель — традиционный символ долголетия, вечной жизни, плодородия, источника силы.
Через район протекают многочисленные реки. Первые переселенцы, начавшие осваивать этот регион в 80-90-е года XIX столетия, селились именно по берегам рек, которые служили основными транспортными артериями. Голубая волнистая полоса аллегорически указывает на важность водных ресурсов в жизни местного населения.
В геральдике
Голубой цвет — символ чести, благородства, духовности.
Золото — символ урожая, богатства, стабильности, уважения и интеллекта.
Серебро — символ чистоты, совершенства, мира и взаимопонимания.
Зелёный цвет — символ природы, здоровья, жизненного роста.

## История герба
Герб района разработан при содействии Союза геральдистов России.
Авторы герба: идея герба — Асанова И. В. (с. Новокиевский Увал); геральдическая доработка — Константин Мочёнов (Химки); художник и компьютерный дизайн — Оксана Афанасьева (Москва); обоснование символики — Кирилл Переходенко (Конаково).